# Spirits (canción)
"Spirits" es una canción de la banda de indie folk canadiense The Strumbellas. Fue producida por Dave Schiffman y fue lanzada como sencillo del tercer álbum de la banda, Hope, en 2015.
Con esta canción, The Strumbellas fueron nominados a tres JUNO Awards.
Su siguiente canción, We Don't Know, también fue bastante reconocida por los seguidores del grupo, pero no llegó a ser tan popular como "Spirits".

## Vídeo musical
El vídeo musical oficial fue lanzado el 28 de enero de 2016.

## Posición en listas

### Posiciones semanales
| Posición (2015–17)                   | Posición más alta |
| ------------------------------------ | ----------------- |
| Austria (Ö3 Austria Top 40)          | 5                 |
| Bélgica (Valonia) (Ultratop 50)      | 5                 |
| Canadá (Canadian Hot 100)            | 23                |
| Canada AC (Billboard)                | 20                |
| Canada CHR/Top 40 (Billboard)        | 12                |
| Canada Hot AC (Billboard)            | 6                 |
| Canada Rock (Billboard)              | 2                 |
| República Checa (Rádio Top 100)      | 12                |
| France (SNEP)                        | 63                |
| Alemania (Media Control AG)          | 18                |
| Italia (FIMI)                        | 11                |
| Luxembourg Digital Songs (Billboard) | 10                |
| Mexico Ingles Airplay (Billboard)    | 24                |
| Suiza (Schweizer Hitparade)          | 18                |
| Estados Unidos (Adult Top 40)        | 22                |

### Posiciones de fin de año
| Posición (2016)                                                       | Posición |
| --------------------------------------------------------------------- | -------- |
| Austria (Ö3 Austria Top 40)                                           | 35       |
| Belgium (Ultratop Flanders)                                           | 31       |
| Belgium (Ultratop Wallonia)                                           | 57       |
| Canadá (Canadian Hot 100)                                             | 77       |
| Germany (Official German Charts)                                      | 68       |
| Italy (FIMI)                                                          | 40       |
| Switzerland (Schweizer Hitparade)                                     | 52       |
| Perú ("2016 Most-Played of Radio Doble Nueve. The World's Best Rock") | 1        |